# Bárbara Dührkop Dührkop
Bárbara Dührkop Dührkop (Hannover, 27 de juliol de 1945) és una política socialista espanyola d'origen alemany. És vídua d'Enrique Casas Vila, senador socialista assassinat pels Comandos Autònoms Anticapitalistes el 1984.

## Biografia
El 1971 es llicencià en humanitats a la Universitat d'Uppsala (Suècia) i el 1973 treballà com a professora de llengua a Hamburg. De 1974 a 1978 fou catedràtica adjunta de la Universitat d'Erlangen-Nuremberg i de 1974 a 1978 treballà com a professora de llengua a l'Institut Usandizaga i a l'Escola Alemanya de Sant Sebastià, de la que el 1995 en presidí la Junta Escolar.
Militant del PSE-PSOE des del 1978, després PSE-EE, fou escollida diputada a les eleccions al Parlament Europeu de 1987, 1989, 1994, 1999 i 2004. Durant aquests anys ha estat, entre altres càrrecs, vice-presidenta de la Comissió de Pressupostos (1994-1999) i coordinadora del Grup Socialista Europeu a la Comissió de Cultura i Educació (1989-1994). El 1999 fou escollida membre del Comitè Executiu del Partit Socialista d'Euskadi-Euskadiko Ezkerra.
El 1995 va rebre el Premi Dona Progressista. També ha estat guardonada amb la Gran Creu del Mèrit Civil de la República d'Àustria.